# Apophoneura picta
Apophoneura picta är en tvåvingeart som beskrevs av Malloch 1933. Apophoneura picta ingår i släktet Apophoneura och familjen myllflugor. Inga underarter finns listade i Catalogue of Life.